# Katariina Tamm
Katariina Tamm (født 1989 i Estiske SSR, Sovjetunionen) er en estisk skuespillerinde. 